# EF Education First
EF 에듀케이션 퍼스트(EF Education First, 또는 줄여서 EF)는 스웨덴의 교육기업이다. 1965년에 설립하여 56년간의 역사를 가진 EF는 British Council, ACCET, ACPET 등 전 세계의 기관들로부터 인증을 받았으며
, 1988년 서울 올림픽, 2008년 베이징 올림픽, 2018년 평창동계올림픽, 2020년 도쿄 올림픽 등에 공식 언어프로그램 제공업체로 선정되었다. 미국, 캐나다, 영국, 호주, 뉴질랜드 등 영미국가를 비롯해 프랑스, 독일, 이탈리아, 스페인, 싱가포르, 일본, 대한민국 등 20개국에 50개의 직영 캠퍼스를 운영중이며, 500여개의 전 세계 지사를 운영중이다. 어학연수 캠퍼스 외에도 EF Academy 라고 불리는 보딩스쿨과 Hult Business School 을 운영해, IB 디플로마, 학사, 석사 학위 과정도 영위하는 세계 최대 교육 기업 및 재단이다.

## 제공 프로그램[4]

### 해외 어학연수 과정
해외어학연수과정(International Language Schools)은 전 세계 EF 학교에서 2주부터 24주까지 자유로운 기간을 선택할 수 있으며 개강일을 선택하여, 매주 월요일에 개강하는 어학연수과정으로 일반 및 집중과정, 시험준비과정, 해외인턴십 과정 등을 제공한다.

### 학기제 어학연수 과정
학기제어학연수과정(Academic Pathway Program Abroad)은 정해진 개강일에 시작하여 약 6~11개월 동안 영어 또는 제2외국어를 배우는 어학연수 과정이다. 어학과정과 함께 전공 지식 학습에 초점을 맞춘 비즈니스, IT, 호텔, 예술 & 미디어, 패션, 디자인 등을 고급 커리큘럼과 결합시켜 수업하는 과정도 제공한다.

### 유학준비 프로그램
해외유학준비과정 (University Preparation Program)은 대학수준의 영어와 영어권 나라의 대학 및 대학원 입학에 필요한 준비를 위한 과정이다. 성공적으로 과정을 이수한 학생은 미국, 캐나다, 영국, 호주, 뉴질랜드, 싱가포르에 있는 230여개의 제휴 대학 중 한 곳으로 입학할 수 있다.

### 해외 교환학생 과정
해외교환학생과정(High School Exchange Year)은 현지의 홈스테이 가족과 함께 생활하며 현지 고등학교에서 1년간 공부할 수 있다. 미국 등의 국가에서 영어를 배우며, 현지 문화를 습득할 수 있다.

### 국제 사립 중·고등학교 과정
국제 사립 중고등학교 (EF Academy) 과정은 뉴욕, 파사데나, 옥스포드 및 토베이에 위치한 EF 국제 사립 고등학교에서 A-LEVEL 또는 IB 디플로마를 준비할 수 있다.

## 대한민국지사 위치
- 서울지사: 대한민국 서울특별시 가로수길
- 부산지사: 대한민국 부산광역시 부산진구 중앙대로 쥬디스태화 본관 3층
- 광주지사: 대한민국 광주광역시 서구 상무중앙로 7 상무타워 5층

## 관련 기업 및 기관
- 잉글리시타운
- 헐트 국제경영대학원

## 같이 보기
- EF교환 학생 프로그램
- TOEFL
- EF Education First (영어)